# Stanisław Gabriel Tęczyński
Stanisław Gabriel Tęczyński herbu Topór (ur. 27 marca 1514, zm. 5 grudnia 1561) – polski szlachcic, hrabia, starosta lubelski (1547–1560), kasztelan lwowski (1551–1554), wojewoda sandomierski (1554–1555 ), wojewoda krakowski (1555–1560), starosta trembowelski, starosta bełski w 1546 roku, starosta urzędowski w 1554 roku, starosta parczewski w 1554 roku, kolejny dziedzic Kraśnika, dóbr na Lubelszczyźnie i Podlasiu, klucza morawickiego i części tęczyńskiego, przedstawiciel dyplomatyczny Rzeczypospolitej w Imperium Osmańskim w 1553 roku. 

## Rodzina
Matką jego była Dobrochna Sapieha h. Lis (zm. po 1512) – córka Jana Sapiehy – sekretarza królewskiego i kanclerza królowej Heleny, wojewody podlaskiego i marszałka Wielkiego Księstwa Litewskiego. 
Ojcem jego był Jan Gabriel Tęczyński – hrabia (tytuł Świętego Imperium Rzymskiego od 1527, podkomorzy (1515) i wojewoda sandomierski (1543), kasztelan (1518) i starosta lubelski. Miał siostrę Beatę, którą poślubił Jan z Zabrzezia – marszałek dworski litewski. 
Żoną jego została ok. 1538 Anna Bogusz, z którą miał dwoje dzieci. Jego synem był Jan Baptysta Tęczyński (1540–1563) – wojewoda bełski i starosta lubelski, a córką Katarzyna Tęczyńska (1544–1592) – żona księcia Jerzego Olelkowicza Słuckiego – starosty bobrujskiego i następnie księcia Krzysztofa Mikołaja Pioruna Radziwiłła.

## Życiorys
W młodości studiował na Akademii Krakowskiej. W latach 1530–1531 był dworzaninem księcia Albrechta Hohenzollerna (1490-1568) władcy pruskiego. Następnie przebywał w Niderlandach (1533–1535). Poseł województwa krakowskiego na sejm krakowski 1538/1539 roku, sejm 1550 roku. Był sympatykiem reformacji i senatorem popierającym politykę Zygmunta Augusta wobec papiestwa i Kościoła. Dążył do zwiększenia wolności w sferze podatkowej i w sprawach personalnych. Był wykonawcą królewskiego aktu lokacyjnego ze stycznia 1542 wydanego przez Zygmunta Augusta dla Siemiatycz. 2 kwietnia 1542 wprowadził w tej miejscowości władze miejskie i zlecił pracę nad organizacją miasta i jego kolonizacją. W 1553 roku został wysłany przez króla z poselstwem do Turcji. Piastował urzędy między innymi: starosty lubelskiego (1547–1560), kasztelana lwowskiego (1551–1554), wojewody sandomierskiego (1554–1555) i krakowskiego (1555–1560). Był dziedzicem dóbr na Lubelszczyźnie i Podlasiu, klucza morawickiego oraz połowy klucza tęczyńskiego. Był mądrym i zaradnym gospodarzem, jednym z bogatszych panów Królestwa. Władał dobrami dziedzicznymi, w których znajdowały się 3 miasta i około 65 wsi.
Dla ojca wybudował piękny rycerski renesansowy nagrobek w kaplicy Tęczyńskich w Kraśniku. 
Stanisław Gabriel zmarł 5 grudnia 1561 i pochowany został w rodzinnym grobowcu Tęczyńskich w podziemiach kościoła parafialnego w Kraśniku.